# Rhinocypha aurulenta
Rhinocypha aurulenta är en trollsländeart som beskrevs av W. Foerster 1903. Rhinocypha aurulenta ingår i släktet Rhinocypha och familjen Chlorocyphidae. Inga underarter finns listade i Catalogue of Life.